# Vitztlampaehecatl

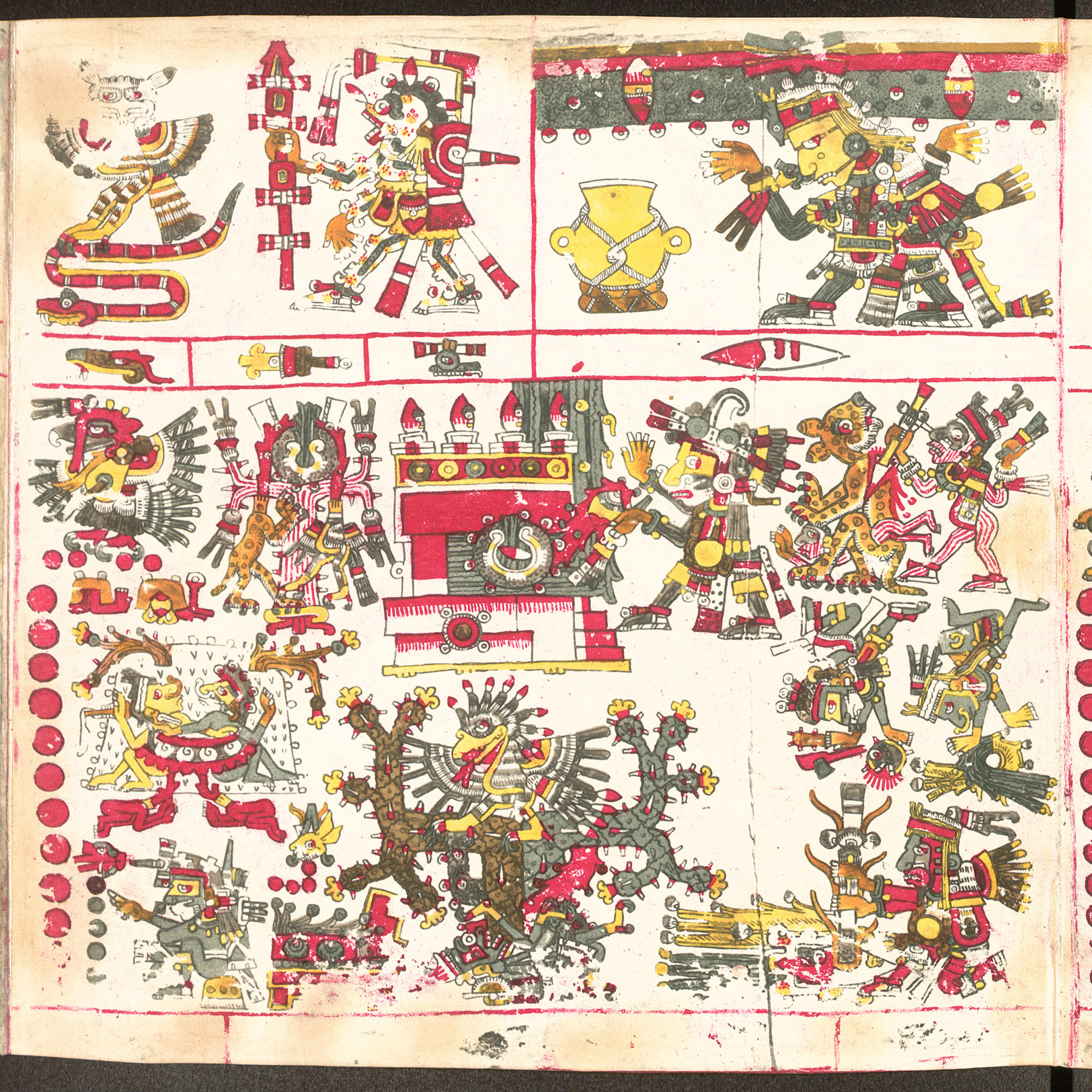
Huitztlampa, l'hémisphère sud selon le Codex Borgia.

Vitztlampaehecatl (appelé aussi Huitztlampaehecatl) dans la mythologie aztèque, est la personnification du vent du Sud. Ses frères sont Cihuatecayotl, Tlalocayotl, Mictlanpachecatl, lesquels sont les personnifications des vents du Sud, de l'Ouest et de l'Est.